# Т-Банк
Т-Банк (до червня 2024 — «Тінькофф Банк») — російський комерційний банк, сфокусований повністю на дистанційному обслуговуванні, що не має роздрібних відділень . Найбільший у світі онлайн-банк за кількістю клієнтів (серпень 2019 року) . Штаб-квартира банку розташована у Москві.
Станом на жовтень 2020 року «Тінькофф Банк» посідав 16-те місце за обсягом активів та 14-те — за власним капіталом серед російських банків . Банк має довгострокові рейтинги «BB-» від агентства Fitch Ratings, «B1» від Moody's, «A (RU)» від АКРА та «ruA» (прогноз «стабільний») від «Експерт РА».
На вересень 2020 року «Тінькофф Банк» — третій серед російських банків у секторі роздрібних продуктів за запитом у населення.
У жовтні 2021 року банк включений ЦБ РФ до переліку системно значущих кредитних організацій завдяки зростанню банку вище за ринок і розміру клієнтської бази.

## Модель бізнесу
«Тінькофф Банк» — повністю онлайн-банк: у нього немає власних відділень. Основний продукт для фізичних осіб — кредитні та дебетові картки, а також вклади. Банк також пропонує випуск кобрендових карт, цільові кредити на покупки у звичайних та інтернет-магазинах.
У 2018 році банк посідав друге місце за обсягом портфеля кредитних карток на російському ринку. Станом на 1 жовтня 2018 року його частка склала 11,4 %[неавторитетне джерело]  .
Банк був заснований підприємцем Олегом Тіньковим у грудні 2006 року під назвою «Тінькофф Кредитні Системи». За словами Тінькова, він зацікавився моделлю дистанційного обслуговування американського банку Wells Fargo та монолайнера Capital One, що спеціалізується на банківських картах. Разом з консультантами з Boston Consulting Group він дійшов висновку, що модель дистанційного кредитного банку може працювати і в Росії . Для отримання ліцензії на банківську діяльність він придбав «Хіммашбанк» — невеликий кептивний банк, який займався обслуговуванням підприємств із хімічної та фармацевтичної галузі . Підприємець вклав у відкриття «банку без відділень» 70 млн доларів США зі свого вісімдесятимільйонного статку .

## Карткові продукти

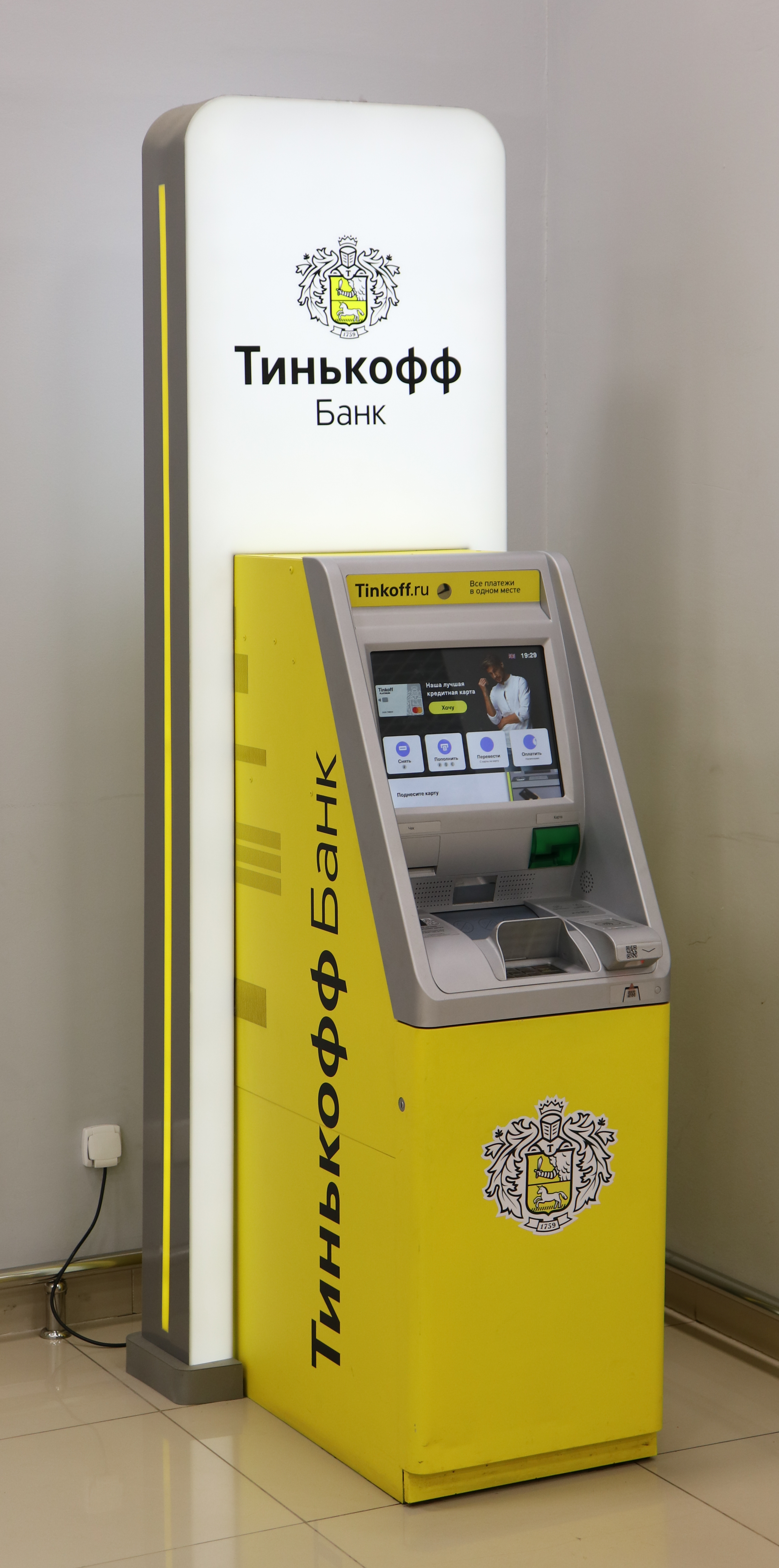
Банкомат банку у Москві

Основні продукти банку — кредитна картка Tinkoff Platinum, дебетова кешбек -карта Tinkoff Black, кредитна карта ALL Airlines з можливістю накопичення бонусних миль авіакомпаній, а також вклади. Як для кредитних, так і для дебетових карток банк передбачає випуск додаткових платіжних карток з 2008 року.
До березня 2015 року «Тінькофф Банк» випустив 5 мільйонів карток, включаючи 3,5 мільйона активованих кредитних карток, і відкрив понад 400 тисяч рахунків-вкладів. З березня 2015 по лютий 2016 число дебетових карт зросло з 400 тисяч до мільйона.